# Samoanska köket

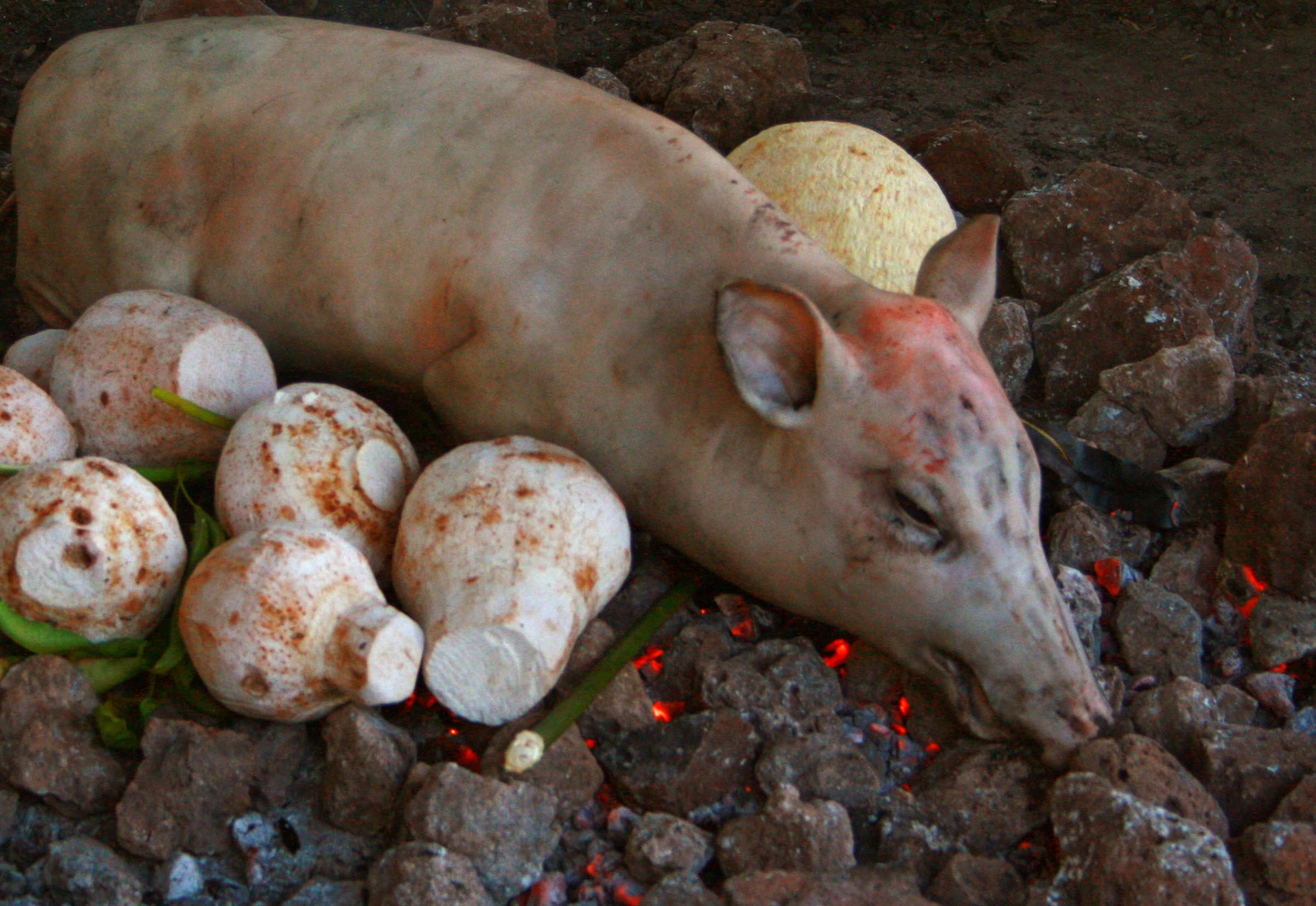
En samoansk hangi. Hangi är populärt i landet.

Samoanska köket är den matkultur som finns på Samoa. Köket är ganska milt och varierar lite. Samoanerna äter två eller tre mål mat om dagen. Måltiderna består av kokt taro eller ris kokad med kokosmjölk, färsk fisk, brödfrukt och vanligtvis något slags konserverat eller färskt kött. Även om det finns mycket frukt på ön äts frukten sällan under måltiderna. Till måltiderna serveras ofta kokosdrycker, te eller kaffe.
Kokosnötsolja, som är rik på mättat fett, är en stor del av köket. Många av landets delikatesser tillagas i kokosnötsgrädde. 